# Oya (Vigo)
Oya (oficialmente, en gallego, San Miguel de Oia) es una parroquia costera del municipio gallego de Vigo (España), situada en el suroeste de la ciudad, a unos 8 km del centro de la misma. Cuenta con una población de 4.020 habitantes (2010) y es una zona de elevado interés turístico. Su población, muy densa, está repartida en una maraña de 36 núcleos de población ocupando un territorio de 4 km².
Esta parroquia viguesa no debe confundirse con el cercano municipio de Oya, situado a unos 30 km al suroeste.

## Geografía
| NA CÑ VI MA CA FR LA TE CB CN SA AL OY CJ VA SA ZA BM BE Cangas Bueu Moaña Vilaboa Ensenada de San Simón Ría de Aldán Pazos de Borbén Redondela Sotomayor Gondomar Bayona Nigrán Mos Porriño Islas Cíes Océano Atlántico Vigo de Ría |
| Municipio de Vigo. |

Está situada al suroeste de la ciudad de Vigo. Limita con las parroquias de Coruxo y Saiáns. Al igual que la ciudad de Vigo, está situada en la ría de Vigo y posee unas vistas privilegiadas de las islas Cíes.
En Oia se sitúa la villa y puerto de Canido, que es el burgo marinero de la parroquia y hoy también notable pueblo turístico.
En la parroquia también está el Cabo Estai en el que se encuentra el Instituto Oceanográfico de Vigo y varias de las urbanizaciones más lujosas de la ciudad.

## Demografía
En total, esta parroquia tenía 4.026 vecinos (INE 2007) y cuenta con 36 entidades de población, siendo la más poblada Canido:
- Amariz (56)
- Bouzo (O Bouzo) (164)
- Canido (245)
- Cerqueiro (23)
- Cruceiro (O Cruceiro) (50)
- Eiras (As Eiras) (56)
- Esteriz (138)
- Estomada (A Estomada) (75)
- Figueiras (As Figueiras) (177)
- Gontade (143)
- Grades (As Grades)(122)
- Hermida (A Ermida) (173)
- Igrexa (A Igrexa) (79)
- Lavandeira (A Lavandeira) (89)
- Loureiro (O Loureiro) (135)
- Matoca (A Matoca) (114)
- Mide (284)
- Outeiro de Aldea (O Outeiro) (102)
- Oia (99)
- Poza (A Poza) (64)
- Rochas (As Rochas) (53)
- Rozo (O Rozo) (177)
- Senra de Abajo (A Senra de Abaixo)(96),
- Senra de Arriba (A Senra de Arriba) (102)
- Sixtro (O Sistro) (143)
- Toucido (O Toucido) (63)
- Verdella (A Verdella)(70)
- Estea (A Estea) (76)
- Cabo Estai (139)
- Carretera Cortada (177)
- Currás (89)
- Estación (239)
- Lantexa (38)
- Liñares (Os Liñares) (83)
- Silval (O Silval) (66)
- Toxal (O Toxal)(27).

## Economía
La parroquia de San Miguel de Oia mantiene una economía basada en el sector servicios, el turismo (playas, patrimonio, naturaleza), la vida comunitaria, y una pesca artesanal muy reducida Canido. No existe industria conservera activa, solo vestigios históricos. Es una zona urbanizada, residencial y orientada al ocio con fuerte influencia de su valor natural y patrimonial. Esta también es una zona de importancia turística en el municipio de Vigo (sobre todo en verano) ya que cuenta con varias playas como la de Canido que tiene bandera azul. También es de mención la Isla Toralla, que es una isla privada entre la playa de Canido y la playa del Vao. La pesca es una de las actividades más desarrolladas en la zona.

## Lugares de interés
En esta parroquia son muy visitadas las playas de Buraca, Cala da Furna, Canido, Canto da Area, Serral, Sobreira, Toralla, Xunqueiro y la isla Toralla, a la que se accede desde la playa del Vao; ya que está unida a ella por un puente. También es importante el hallazgo de la villa galaico-romana de Toralla.
La playa de Canido, situada entre el puente de Toralla y el puerto del mismo, dispone de zonas de paseo y zonas ajardinadas, así como un puerto marítimo.
El instituto oceanográfico de Vigo está también en esta zona.

## Servicios
Para llegar hasta Oia, el ayuntamiento de Vigo cuenta con varias líneas de transporte urbano (Vitrasa). Las líneas son la L10, L11 y L12A.

## Fiestas locales
La romería más destacada es quizás la Fiesta de Os Liñares que se celebra el segundo fin de semana de septiembre y el lunes y martes siguientes.
Aunque tampoco hay que olvidar la que se celebra cada 29 de septiembre en honor de su patrón, San Miguel, y que suele durar tres o cuatro días. Esta romería quizá sea más modesta que la anterior, pero en los últimos años, poco o nada tiene que envidiar a la de Os Liñares.
También se celebró durante años el festival musical independiente Rock´N Oia.

## Deportes
En la parroquia destacan el Club de Fútbol San Miguel de Oia y el Club Marítimo de Canido.

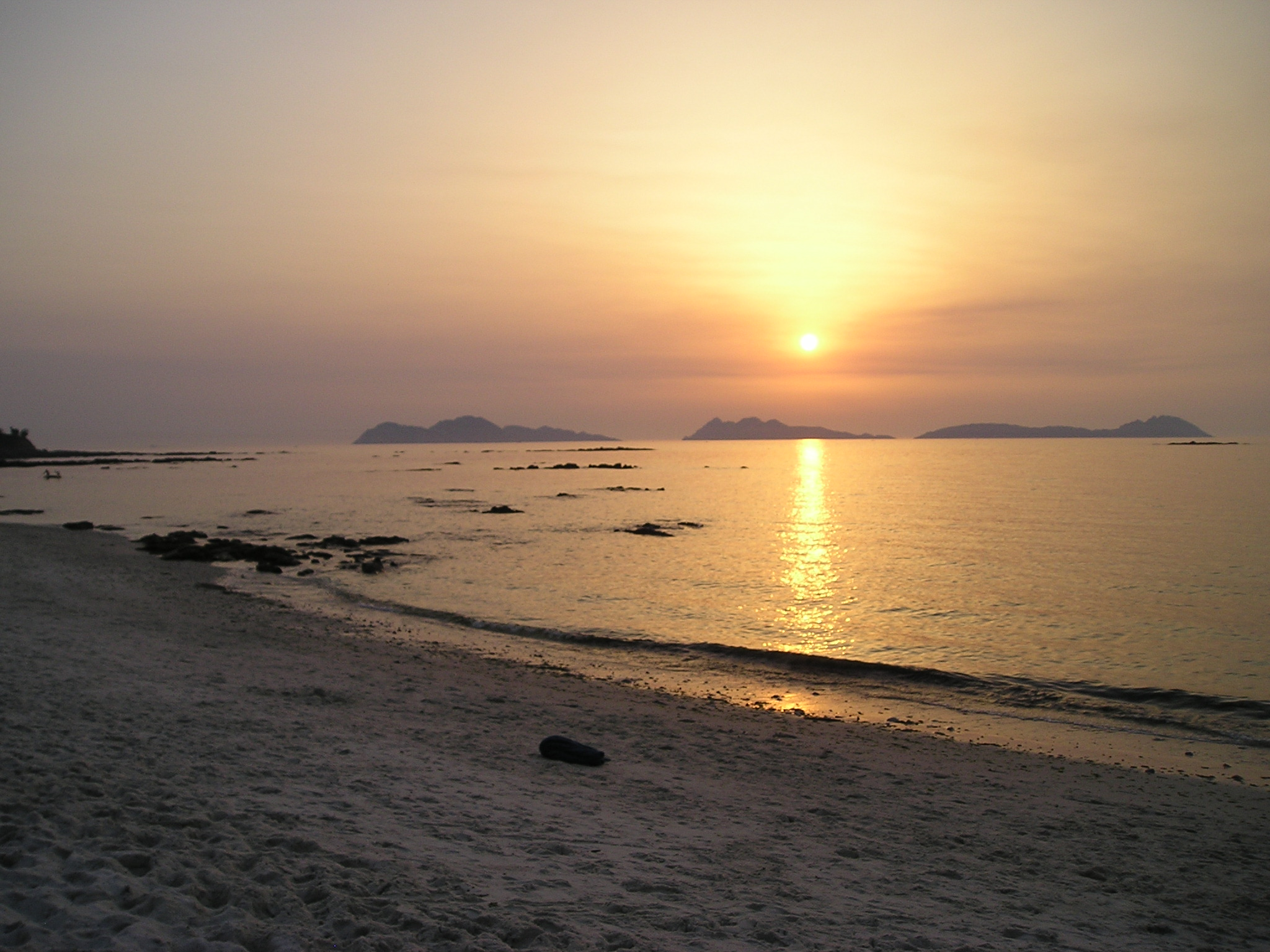
Playa de Xunqueiro, en Canido (Oia)
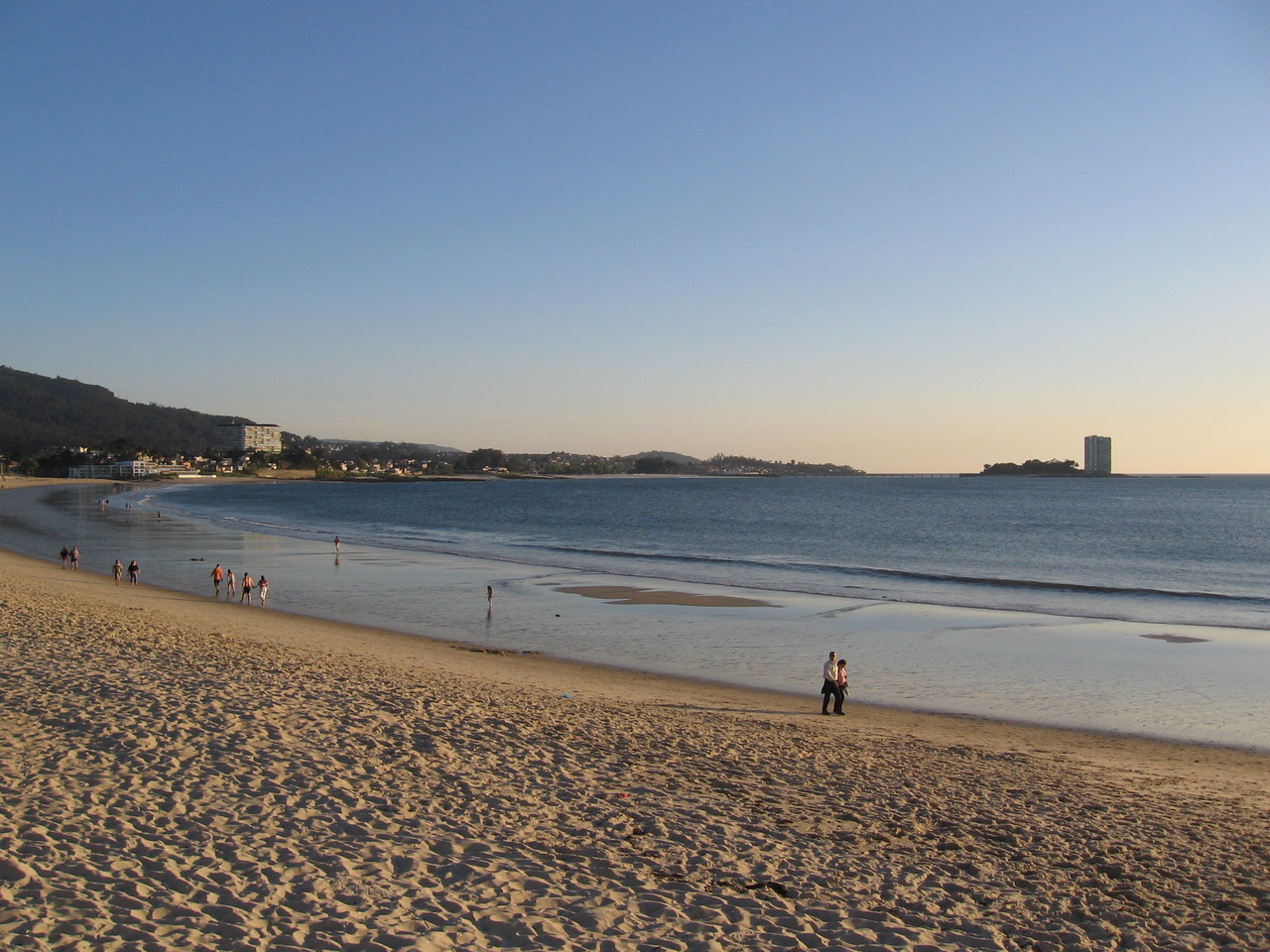
Isla Toralla (al fondo) vista desde la Playa de Samil (Vigo)